# Eino Leino
Eino Leino (Armas Einar Leopold Lönnbohm) (n. 6 iulie 1878, Paltamo-d.10 ianuarie 1926, Tuusula) a fost un scriitor, critic literar și jurnalist finlandez. Contribuția sa la dezvoltarea poeziei finlandeze de la începutul secolului al XX-lea a fost una decisivă. Leino a fost primul finlandez care a tradus din opera lui Dante Alighieri.

## Viața
Eino Leino a fost cel de-al șaptelea și cel mai mic băiat într-o familie cu zece copii. Tatăl acestuia, Anders Lönnbohm, a murit în anul 1890, iar mama sa, cinci ani mai târziu. Pierderea părinților a marcat dureros viața celui mai cunoscut poet al Finlandei. 
Este educat în Kajaani, Oulu și Hämeenlinna, unde în anul 1895 a absolvit liceul. La vârsta de 16 ani acesta a publicat o traducere din limba suedeză a marelui poet finlandez Johan Ludvig Runeberg.
În anul 1895 începe să urmeze cursurile Universității din Helsinki, fără a le finaliza însă. Împreună cu Otto Manninen, celălalt pionier al poeziei finlandeze, a devenit un binecunoscut membru al cercurilor literare, căștigându-și faima de ziarist, traducător, poet.
A lucrat ca și jurnalist și critic la ziarele Päivälehti (1899-1905) și Helsingin Sanomat(1905-1914).
Împreunǎ cu fratele sǎu, cunoscutul scriitor Kasimir Leino, a publicat între anii 1898-1899 Nykyaika, revistă care l-a adus în pragul falimentului. În primul deceniu al secolului al XX-lea Eino a călătorit la  Berlin, Dresda, Munchen, Roma. În casa situată pe Lungotevere Prati (Bulevardul de pe Tibru, districtul Prati, Roma) unde acesta a locuit împreună cu iubita sa, scriitoarea finlandeză L.Onerva, se găsește o plăcuță comemorativă: „ În această casă, între anii 1908-1909 marele poet finlandez Eino Leino, inspirat fiind de universalitatea Romei, a tradus cu dragoste Divina Comedie”.

## Opera
Când revine în Finlanda, Eino Leino este deja consacrat ca poet, dramaturg, traducǎtor, devenind ulterior și o figurǎ popularǎ a restaurantelor, "cel mai mare boem al Finlandei".
Cǎsǎtoriile sale multiple eșueazǎ din pricina firii sale nestatornice, fire pe care numai Hilja Onerva Lehtinen, cunoscutǎ poetǎ a Finlandei sub pseudonimul L.Onerva, a înțeles-o si a acceptat-o.
Lirica sa, de factură neoromantică, sintetizează tradiția cântecului popular finic cu sugestii din Goethe și Heine. Sunt remarcabile bogăția sentimentelor și a stărilor sufletești, precum și virtuozitatea melodică.
În unele poezii, ce amintesc de Kalevala, predomină atmosfera nordică din perioada preistorică.
Eino Leino și-a inventat în poezie ritmul, idiomul, morfologia și sintaxa; este un maestru al armoniei vocalelor, precum Paul Verlaine.
Leino a creat limba finlandeză în manieră personală. A preluat străvechiul ritm finlandez al "Kalevalei", muzicalitatea suedezǎ a lui Runeberg si romantismul lui Heine, simbolismul francez si metrul clasic al antichității. 
Cu atâtea influențe, niciuna nu a devenit dominantă, și rezultatul este o sinteză cu amprenta lui Eino Leino pe versuri, pe limba finlandeză, care devine flexibilă, plină de savoare, expresivă.
Elogiat, disputat, onorat, iubit, dizgrațiat- toate aceste sentimente au fost stârnite de puternica sa personalitate, de mintea sa ascuțită ca și vorba sa. 
Fragment din poemul "Libertatea de a alege" („Vaalin valta”) :
„
Poată alții să aleagă,

eu nicicând nu am putut;

zbor, târâș, o viață-ntreagă

doar pe mine m-am născut;

ce-am făcut, a fost poruncă,

ce n-am făcut, n-am putut;

in sfârșit, in mine-i seară,

și-n tăcere am căzut.

Pe mormânt să-mi puneți piatră,

și pe ea puneți a scrie:

Ca și inima-mi amară

mi-a fost viața pe vecie.

Singur cremenea am ars-o

ca să luminez o clipă,

mi s-a ars al vieții cântec,

sunt cenușă din aripă.”
Dramele sale, de inspirație legendară, sunt bogate în simboluri și au o formă puternic stilizată.
- 1896: Cântece de primăvară ("Maaliskuun lauluja")
- 1900: Lupta pentru lumină ("Sota valosta")
- 1903: Helkavirsiä
- 1905: Noapte de iarnă ("Talvi-yö")
- 1905: Măști ("Naamioita")
- 1908: Îngheț nocturn ("Halla")
- 1919: Harfă în vânt ("Tuulikannel").